# 木下重堅
木下 重堅（きのした しげかた）は、戦国時代から安土桃山時代にかけての武将、大名。因幡若桜城主。官位は従五位下・備中守。通称を平太夫や備中守とし、荒木重堅や木下備中守ともいった。

## 略歴
摂津国の出身。摂津池田氏の家臣で、後に織田信長に仕えた荒木村重の小姓であったという。また、村重の兄・荒木新助勝元の子とする記述も存在するが詳細は不明。
『陰徳太平記』によると、元亀2年（1571年）の白井河原の戦いに村重家臣の21人衆の1人として参戦。天正6年（1578年）に村重が信長に謀反を起こした際に、摂津国有馬郡の三田城（さんだじょう）主の有間出羽守は妻の妹を娶って親戚であったが、この時に不穏な動きをしたというので召喚されて切腹したので、村重は寵臣であった安都部弥市郎という人物を、荒木平太夫と改名させて、三田城主としたという。
村重の摂津統治期間中には「荒木平太夫重堅」と名乗り、奉行として活躍していた形跡がある。
村重が有岡城の戦いに敗れて天正7年（1579年）に尼崎城（大物城）へ退くと、同年の冬に重堅は三田城を明け渡して投降したとする説と、天正6年の村重の謀反時にこれに従わずに羽柴秀吉に転任したとする説があるが、前述の『陰徳太平記』の内容とは異なり、荒木新助勝元の子で叔父の荒木摂津守村重に養われて長じて信長の旗本となっていて、天正4年（1576年） の当初より羽柴秀吉の中国攻めに従っていたとする説もあり、『因幡民談記』でも荒木平太夫は村重の一族であったとし、信長が秀吉の与力として付けたとしている。このため諸説あって、秀吉に仕え始めた時期や経緯はよく分からない。
しかし、いずれにしても、天正8年（1580年）には宮部継潤の与力の1人に重堅の名があり、すでに秀吉に仕えていて、子飼衆に混ざって中国戦役に従軍していた。同年、播磨長水城攻めで赤松氏家臣の城主宇野民部を討ち取る戦功を立てて、木下姓を授けられた。以後は「木下平太夫」を称する。その後も、伯耆羽衣石城救援、備中冠城攻め、鳥取城攻めなどで活躍した。
天正10年（1582年）、宮部継潤、亀井真矩・磯部兵部・垣屋隠岐守と共に因幡国に分封され、因幡八東郡と智頭郡の2郡、若桜2万石を与えられた。
天正11年（1583年）8月18日、因幡口で毛利方の武将草刈重継と戦っている。
天正15年（1582年）7月27日、従五位下備中守に叙任され、以後は「木下備中守」を称した。天正18年（1590年）の小田原征伐に従軍。
文禄元年（1592年）、文禄の役に出陣した。第八陣の浅野幸長の下で、重堅は850名を連れて朝鮮へ渡海した。この頃、居城の若桜城の大規模な改築も行っており、資金の調達に苦しんでいた。重堅は豊臣秀次が出征費を援助した諸大名30余の内の1人で金70枚を借用していた。文禄3年（1594年）の伏見城の普請に参画。
慶長5年（1600年）、関ヶ原の戦いが始まった時、重堅は垣屋恒総（隠岐守）と共に秀頼の詰衆の1人で大坂城にいたが、誘いに応じて西軍に与し、伏見城の戦い、大津城の戦いに参戦。特に伏見城では先陣切って戦い、次男小平太は重堅の制止を振り切って一番乗りを目指して突入して銃弾で戦死した。これを嘆いた重堅は亡骸を国許に送って西方寺に収めさせて墓を建てさせたという。
『因幡民談記』によれば、大津城攻防戦が決した同日である9月15日に、関ヶ原本戦で西軍が壊滅したために、重堅と隠岐守は大坂城に向かって撤退。追撃を受けて軍勢は霧散したので、隠岐守は高野山に隠れたが、重堅は摂津天王寺に潜伏して、東軍の将を介して、家康の許しを請おうとした。
他方で因幡国では、東軍に与した亀井茲矩（真矩）が帰還して、小勢ながらに西軍諸将の城の攻略を始めた。茲矩は高札を立てて地方の動揺を収める一方で、9月23日に若桜城に到達すると、村々の人々を追い立てて武威を示し、国衆を力で威圧した。茲矩が若桜城に使いを出して開城させると、重堅は切腹したと急に聞かされた家人らは疑問に思うこともなく散り散りになって逃亡した。
一方、この頃まだ天王寺にいた重堅は、返事を待っていたが、ついに許しはなく、切腹せよと命令を受けたので、慶長5年11月13日、長男と共に摂津天王寺で切腹して死去した。法名は宝勝院殿前備州太守有山道無大禅定門。
これが『高野山過去帳』では、同じ天王寺区にある摂津一心寺でのこととされ、1ヶ月早い10月13日に自害したとしている。